# Wiktor Sjemzew
Wiktor Sjemzew, engl. Viktor Zyemtsev oder Viktor Zemtsev (* 14. Februar 1973 in Awdijiwka) ist ein Triathlet aus der Ukraine, Weltmeister auf der Langdistanz (2005) und mehrfacher Ironman-Sieger.

## Werdegang
Wiktor Sjemzew startete 1993 bei seinem ersten Triathlon und seit 1995 ist er als Profi aktiv.
Er konnte von 2002 bis 2004 drei Mal in Folge auf der Triathlon-Langdistanz den Ironman Austria in Klagenfurt für sich entscheiden (3,86 km Schwimmen, 180,2 km Radfahren und 42,195 km Laufen). Im August 2004 gewann er auch im Duathlon beim Powerman Austria.

### Weltmeister Triathlon Langdistanz 2005
2005 wurde Sjemzew in Dänemark ITU-Weltmeister auf der Triathlon-Langdistanz und 2013 Langdistanz-Staatsmeister. Im Juli 2015 erzielte er in Canada seinen zehnten Sieg bei einem Ironman-Rennen.
Im Juli 2018 wurde der damals 45-Jährige in Dänemark Achter bei der ITU-Weltmeisterschaft auf der Triathlon-Langdistanz.

### Privates
Wiktor Sjemzew ist seit April 2013 mit der Triathletin Tamara Kozulina (* 1976) verheiratet und im Juli 2013 wurde ihr gemeinsamer Sohn  geboren.

## Sportliche Erfolge
| Datum/Jahr    | Rang | Wettbewerb                                           | Austragungsort       | Zeit     | Bemerkung                                               |
| ------------- | ---- | ---------------------------------------------------- | -------------------- | -------- | ------------------------------------------------------- |
| 28. Okt. 2018 | DNF  | ETU Middle Distance Triathlon European Championships | Ibiza                | –        | Europameisterschaft auf der Halbdistanz                 |
| 5. Aug. 2017  | 2    | Ironman 70.3 Otepää                                  | Otepää               | 04:00:41 |                                                         |
| 6. Aug. 2016  | 1    | Ironman 70.3 Otepää                                  | Otepää               | 04:03:12 | Sieger bei der Erstaustragung                           |
| 20. Sep. 2015 | 3    | Ironman 70.3 Cozumel                                 | Cozumel              | 03:51:18 |                                                         |
| 26. Okt. 2014 | 3    | Ironman 70.3 Miami                                   | Miami                | 03:48:11 |                                                         |
| 28. Sep. 2014 | 2    | Ironman 70.3 Augusta                                 | Augusta              | 03:50:27 |                                                         |
| 18. Juli 2014 | 2    | UKR Triathlon National Championships                 | Ukraine              | 01:55:00 | Vize-Staatsmeister Kurzdistanz                          |
| 13. Apr. 2014 | 1    | Ironman 70.3 Florida                                 | Orlando              | 03:54:26 | [ 1 ]                                                   |
| 29. Sep. 2013 | 2    | Ironman 70.3 Augusta                                 | Augusta              | 03:47:36 |                                                         |
| Aug. 2013     | 1    | Herbalife Triathlon                                  | Gdynia               |          | Sieger auf der Mitteldistanz                            |
| 4. Dez. 2011  | 11   | Ironman 70.3 Asia Pacific                            | Phuket               | 04:09:21 |                                                         |
| 25. Sep. 2011 | 1    | Ironman 70.3 Augusta                                 | Augusta              | 03:47:15 | [ 2 ]                                                   |
| 18. Sep. 2011 | 7    | Ironman 70.3 Syracuse                                | Syracuse             | 04:08:59 |                                                         |
| 30. Okt. 2010 | 4    | Ironman 70.3 Miami                                   | Miami                | 04:07:52 | Vierter bei der Erstaustragung                          |
| 26. Sep. 2010 | 3    | Ironman 70.3 Augusta                                 | Augusta              | 03:47:36 |                                                         |
| 15. Mai 2010  | 2    | \|Ironman 70.3 Florida                               | Florida              | 03:52:39 | zweiter Rang hinter dem US-Amerikaner Timothy O’Donnell |
| 27. Sep. 2009 | 4    | Ironman 70.3 Augusta                                 | Augusta              | 03:51:51 |                                                         |
| 25. Juni 2006 | 3    | Ironman 70.3 Buffalo Springs                         | Lubbock              |          |                                                         |
| 11. Juni 2006 | 4    | Eagleman Ironman 70.3                                | Cambridge (Maryland) | 04:02:59 |                                                         |
| 12. Juni 2005 | 2    | Eagleman Ironman 70.3                                | Cambridge            |          | zweiter Rang hinter dem Australier Luke Bell            |

| Datum/Jahr    | Rang | Wettbewerb                                         | Austragungsort | Zeit     | Bemerkung                                                               |
| ------------- | ---- | -------------------------------------------------- | -------------- | -------- | ----------------------------------------------------------------------- |
| 14. Juli 2018 | 8    | ITU Long Distance Triathlon World Championships    | Fyn            | 05:31:52 | Weltmeisterschaft auf der Triathlon-Langdistanz                         |
| 30. Sep. 2017 | 3    | Ironman Barcelona                                  | Calella        | 07:58:03 | persönliche Ironman-Bestzeit                                            |
| 9. Sep. 2017  | 2    | Challenge Almere-Amsterdam                         | Almere         | 08:03:14 |                                                                         |
| 2. Juli 2017  | 3    | Ironman Austria                                    | Klagenfurt     |          |                                                                         |
| 26. Juni 2016 | 2    | Ironman Austria                                    | Klagenfurt     | 08:09:54 | Zweiter hinter Marino Vanhoenacker                                      |
| 26. Juli 2015 | 1    | Ironman Canada                                     | Whistler       | 08:49:46 | zehnter Ironman-Sieg für Wiktor Sjemzew                                 |
| 16. Nov. 2014 | 6    | Ironman Arizona                                    | Tempe          | 08:18:16 |                                                                         |
| 16. Aug. 2014 | 2    | Ironman Sweden                                     | Kalmar         | 08:19:17 |                                                                         |
| 29. Juni 2014 | 2    | Ironman Coeur d’Alene                              | Idaho          | 08:28:32 |                                                                         |
| 28. Juli 2013 | 1    | UKR Long Distance Triathlon National Championships | Novoyavorivsk  | 03:33:39 | Langdistanz-Staatsmeister                                               |
| 23. Juni 2013 | 2    | Ironman Coeur d'Alene                              | Idaho          | 08:17:31 |                                                                         |
| 24. Juni 2012 | 1    | Ironman Coeur d'Alene                              | Idaho          | 08:32:29 |                                                                         |
| 20. Nov. 2011 | 3    | Ironman Arizona                                    | Tempe          | 08:14:36 |                                                                         |
| 29. Aug. 2010 | 1    | Ironman Canada                                     | Penticton      | 08:25:13 | Sieger vor dem Deutschen Christian Brader                               |
| 1. Aug. 2010  | 7    | ITU Long Distance Triathlon World Championships    | Immenstadt     | 06:36:42 | Langdistanz-WM (4 km Schwimmen, 130 km Radfahren und 30 km Laufen)      |
| 29. Nov. 2009 | 2    | Ironman Mexico                                     | Cozumel        | 08:29:10 | auf der mexikanischen Insel Cozumel                                     |
| 30. Aug. 2009 | 1    | Ironman Louisville                                 | Louisville     | 08:25:27 | [ 6 ]                                                                   |
| 8. Aug. 2009  | 4    | ETU Long Distance Triathlon European Championships | Prag           | 05:40:53 | auf der Langdistanz (4 km Schwimmen, 120 km Radfahren und 30 km Laufen) |
| 22. Juni 2008 | 2    | Ironman Coeur d'Alene                              | Idaho          | 08:43:56 |                                                                         |
| 13. Okt. 2007 | 70   | Ironman Hawaii                                     | Hawaii         | 09:18:27 |                                                                         |
| 24. Juni 2007 | 1    | Ironman Coeur d'Alene                              | Idaho          | 08:33:32 |                                                                         |
| 21. Okt. 2006 | 190  | Ironman Hawaii                                     | Hawaii         | 09:38:26 |                                                                         |
| 23. Juli 2006 | 1    | Ironman USA                                        | Lake Placid    | 08:38:18 |                                                                         |
| 26. Juni 2005 | 1    | Ironman Coeur d'Alene                              | Idaho          |          |                                                                         |
| 7. Aug. 2005  | 1    | ITU Long Distance Triathlon World Championships    | Fredericia     | 05:41:40 | Triathlon-Weltmeister auf der Langdistanz                               |
| 4. Juli 2004  | 1    | Ironman Austria                                    | Klagenfurt     | 08:12:58 |                                                                         |
| 4. Juni 2003  | 1    | Ironman Austria                                    | Klagenfurt     | 08:11:09 |                                                                         |
| 7. Juli 2002  | 1    | Ironman Austria                                    | Klagenfurt     | 08:16:44 | erster Ironman-Sieg für Wiktor Zyemtsev                                 |
| Aug. 2000     | 3    | Austria-Triathlon                                  | Podersdorf     |          |                                                                         |
| 23. Juli 2000 | 6    | Ironman Austria                                    | Klagenfurt     | 08:21:57 |                                                                         |

| Datum/Jahr    | Rang | Wettbewerb                | Austragungsort | Zeit       | Bemerkung             |
| ------------- | ---- | ------------------------- | -------------- | ---------- | --------------------- |
| 22. Aug. 2004 | 1    | Powerman Austria          | Weyer          | 03:16:18,5 |                       |
| 2001          | 3    | ETU Duathlon European Cup |                |            | Dritter im Europa Cup |

(DNF – Did Not Finish)